# Artacama
Artacama est la deuxième épouse de Ptolémée. Elle est la fille du satrape Artabaze et la sœur de Barsine, concubine d'Alexandre le Grand.

## Biographie
Artacama est l'une des dix filles d'Artabaze et d'une Rhodienne, sœur de Mentor et de Memnon. Elle séjourne en Macédoine durant l'exil de son père débuté entre 352 et 342 av. J.-C. Fin 333, elle est probablement capturée avec ses sœurs par Parménion à Damas où les familles des nobles perses ont été envoyées pour leur sécurité. 
Elle épouse Ptolémée en avril 324 lors des noces de Suse selon la volonté d'Alexandre. Leur union n'a pas donné de descendance. Rien d'autre n'est connu d'elle mais il est probable que Ptolémée l'a répudiée peu de temps après la mort d'Alexandre, sachant qu'il épouse Eurydice, la fille d'Antipater en 321.